# Lee Orloff
Lee Orloff é um sonoplasta estadunidense. Venceu o Oscar de melhor mixagem de som na edição de 1992 por Terminator 2: Judgment Day, ao lado de Tom Johnson, Gary Rydstrom e Gary Summers.